# Anna Maria Cisint
Anna Maria Cisint (ur. 7 października 1963 w m. Cormòns) – włoska polityk, urzędniczka i działaczka samorządowa, burmistrz Monfalcone, posłanka do Parlamentu Europejskiego X kadencji.

## Życiorys
Absolwentka nauk politycznych i ekonomicznych na Uniwersytecie w Trieście. Pracowała jako audytorka placówek oświatowych, a także w administracji finansowej w różnych gminach (w tym na stanowiskach kierowniczych). W 2011 została wybrana na radną w Monfalcone. Należała do Nowej Centroprawicy, później dołączyła do Ligi Północnej. W 2016 i 2022 była wybierana na urząd burmistrza Monfalcone. Zyskała pewną rozpoznawalność swoimi działaniami przeciwko muzułmańskiej społeczności imigrantów, m.in. poprzez forsowanie zakazu plażowania i kąpieli w burkini.
W wyborach w 2024 uzyskała mandat deputowanej do Europarlamentu X kadencji.